# 不来方高校バレーボール部自殺事件
不来方高校バレーボール部自殺事件（こずかたこうこうバレーボールぶじさつじけん）は、日本で起きた自殺事件。

## 概要
2018年7月3日、岩手県立不来方高等学校バレーボール部に所属する生徒が、自宅で朝になっても起きてこないため母親が起こしにいったところ自殺していたのが発見される。それから母親は単身赴任中であった父親に電話で知らせて、次にバレーボール部の顧問であった教諭に知らせた。自殺する2日前には天皇杯・皇后杯全日本バレーボール選手権大会予選の決勝を実業団と戦って1セット取れたが負けていた。
自殺から5日後の7月8日には遺書が発見される。そこには顧問の教諭から厳しい指導や暴言を受けて、バレーボールが嫌いになっていたことが書かれていた。自殺から岩手県教育委員会が作成した調書でも、バレーボール部の顧問による自殺した生徒への暴言や、心理的に追い込む行為がいくつもあったと書かれていた。
遺書や調書の事実から自殺した生徒の保護者は顧問の教諭の間違った指導が自殺の原因であると主張するが、学校や教諭はこれを認めない。保護者は教諭らを提訴する。
2017年11月、盛岡地方裁判所でこの事件の第一審判決が下される。そこでは顧問の教諭の指導は社会的相当性を欠いていたということは認められたが、教諭が日常的に暴力や暴言を行っていたということは認められなかった。自殺した生徒の保護者はこれを不服として仙台高等裁判所に控訴する。
2019年2月2日、仙台高等裁判所で控訴審判決が下される。そこでは顧問の行っていた指導は指導とは程遠く、教員としての裁量を逸脱した違法な行為とされた。保護者が主張していた指導によりPTSDになったということは退けられた。保護者はこの判決に対して、息子が受けた暴力や暴言が認められたことから良い判決であったとした。
2020年7月22日に岩手県教育委員会の第三者委員会は、教諭の叱責や言動が自殺につながったとの報告書を教育長に提出する。教育長は心よりお詫びを申し上げる。
2020年12月26日、教育長は暴言を浴びせた教諭は2008年から2009年にかけて勤務していた別の高校でも生徒に暴言を浴びせていたことを謝罪する。自殺した生徒の保護者は教育長に暴言を浴びせた教諭を免職にすることを求める。
2022年6月24日、岩手県教育委員会は教諭であった人物を懲戒免職にした。顧問の言動は重度の精神的苦痛を与えたと判断した。元顧問は激励のつもりで発言していたのだがそのように捉えられていない部分があり申し訳ないと述べた。教育委員会は元顧問に加えて、当時の副校長であった人物を管理者責任として戒告の懲戒処分にした。
2023年3月13日、岩手県教育委員会は顧問であった人物は前任校で体罰を行っていたものの、このことを不来方高校の管理職に伝えていなかったことから教育委員会の職員2人を戒告処分にした。情報が共有されていれば自殺を防ぐことができたかもしれないとした。
2023年4月19日、岩手県教育委員会の教育長はこのような自殺事件の再発防止策を策定する方針を示した。